# Wen, Longnan
Wen, tidigare stavat Wenhsien, är ett härad inom Longnan stad på prefekturnivå i provinsen Gansu i nordvästra Kina.
Wen är indelat i 14 köpingar och sex socknar (varav en etnisk minoritetssocken).
Köpingar (zhen):

- Baoziba (堡子坝镇)
- Bikou (碧口镇)
- Chengguan (城关镇)
- Danbao (丹堡镇)
- Fanba (范坝镇)
- Linjiang (临江镇)
- Liping (梨坪镇)
- Qiaotou (桥头镇)
- Shangde (尚德镇)
- Shifang (石坊镇)
- Shijiba (石鸡坝镇)
- Tianchi (天池镇)
- Zhongmiao (中庙镇)
- Zhongzhai (中寨镇)

Socknar (xiang):

- Jianshan (尖山乡)
- Koutouba (口头坝乡)
- Liujiaping (刘家坪乡)
- Sheshu (舍书乡)
- Yulei (玉垒乡)

Etniska minoritetssocknar (zu xiang):
- Tielou (铁楼藏族乡) (för tibetaner)